# خايمي بولسون
خايمي بولسون (22 يونيو 1989 ببارديس في البرتغال - ) هو لاعب كرة قدم برتغالي في مركز الهجوم. لعب مع كابوسكورب ونادي باسوش دي فيريرا ونادي فارزيم ونادي ديبورتيفو داس أيفيس ونادي إيسبينهو واتحاد بريدس ‏.

## روابط خارجية
- خايمي بولسون على موقع قاعدة بيانات كرة القدم.إي يو (الإنجليزية)
- خايمي بولسون على موقع Soccerway.com (الإنجليزية)
- خايمي بولسون على موقع AS.com (الإسبانية)